# Contarinia medicaginis
Contarinia medicaginis är en tvåvingeart som beskrevs av Jean-Jacques Kieffer 1895. Contarinia medicaginis ingår i släktet Contarinia och familjen gallmyggor. Inga underarter finns listade i Catalogue of Life.